# Victor Bernicha
Victor Paul Bernicha est un joueur français de rugby à XV, né le 1er octobre 1887 à Artagnan et décédé le 10 avril 1916 à Châtillon-sous-les-Côtes à l'âge de 28 ans.
Avant la Première Guerre mondiale, Bernicha est considéré comme l'un des meilleurs avants français, dans l'antichambre de l'équipe de France et l'un des grands pionniers du rugby à Pau. Bernicha a évolué au poste de troisième ligne centre durant toute sa carrière à la Section paloise.
Joueur vif mesurant 1,68 mètre pour 78 kilogrammes, le capitaine de la Section Bernicha était aussi réputé pour ses moustaches que pour sa modestie et a contribué à faire de la Section une force reconnue au niveau national.
Employé à la mairie de Pau au service de l'octroi, Victor Bernicha est mobilisé avec les sectionnistes Artigou, Pierrot, Bonnemort, Bilhou, Berges, Espelette et Larrivière (tous titulaires en 1913) sur le front durant la Première Guerre mondiale.
Le sergent Bernicha du 212e régiment d'infanterie tombe au Champ d'honneur en 1916.

## Carrière

### Section paloise
Victor Bernicha débute à la Section paloise, dont il devient rapidement capitaine. Avec l'arrivée  du Gallois Tom Potter, Bernicha doit céder le capitanat. Il fait cependant partie d'une jeune génération de joueurs prometteurs qui s'affirment et se font remarquer par la presse nationale, dont Gaston Bénac,.
Par ailleurs, Bernicha participe au match de sélection UFSA entre une équipe du Sud, dont il est le capitaine, et une équipe de Probables le 7 décembre 1913 au stade de la Croix du Prince. Bernicha est sélectionné en compagnie de Lamouret, Espelette, Gilbert Pierrot et de Tournier, l'Autobus, ses coéquipiers de la Section paloise.

À l'occasion de ce match de sélection de l'équipe de France, Sud contre Probables, le journal L'Auto écrit que les tribunes de la Croix du Prince pourraient servir de modèles à d'autres clubs. En effet, les tribunes, les vestiaires et l'accès au stade la ligne 1: Boulevard Guillemin - Croix du Prince du Tramway de Pau en font un modèle. L'équipe du Sud s'impose face aux Probables devant 10 000 spectateurs,.
Bernicha tombe avec les honneurs au champ d'honneur durant la Première Guerre mondiale.
Inhumé initialement au cimetière militaire d'Eix, puis sa dépouille est transférée à la nécropole le 19 août 1924. Il est identifié sous le prénom Henri sur la plaque de l'église Saint-Martin.

## Galerie

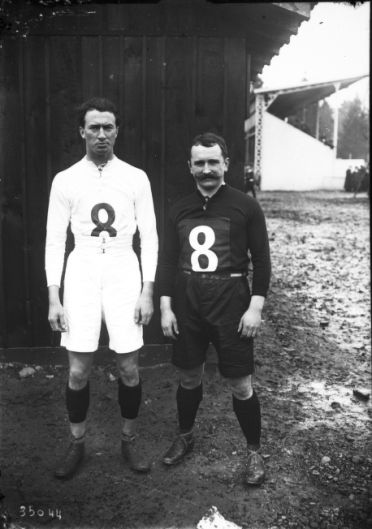
Match Sud contre Probables, les capitaines Boyau & Bernicha de la Section paloise, tombé au champ d'honneur pendant la Première Guerre mondiale.
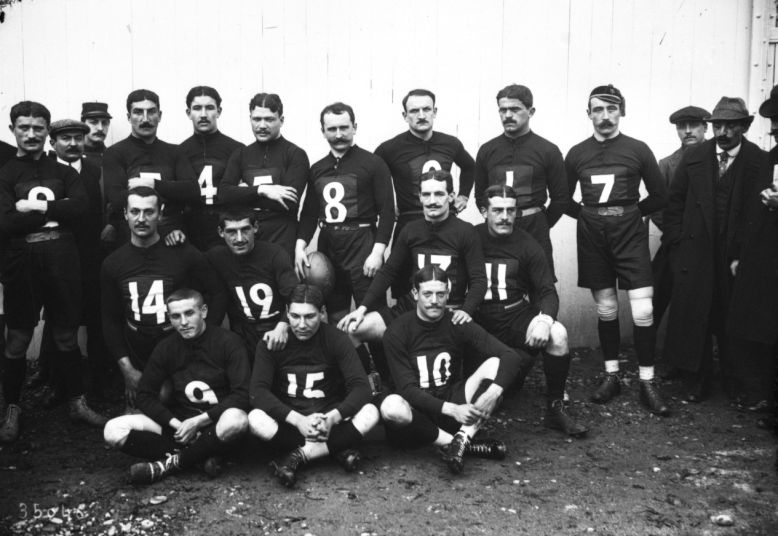
Équipe du Sud. Bernicha est au centre, numéro 8.
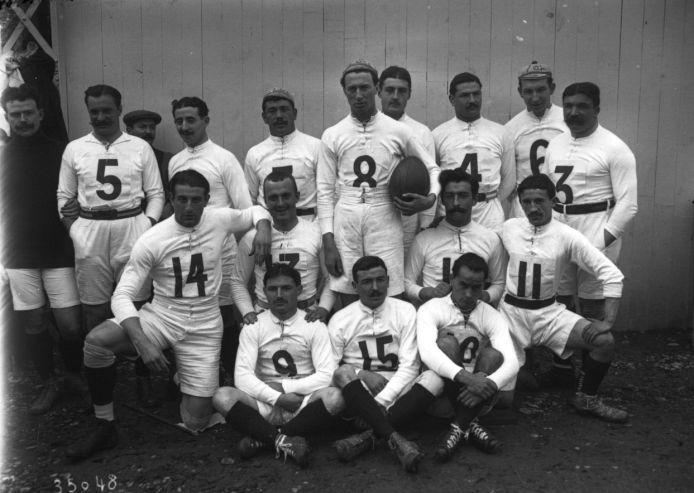
Équipe des Probables.
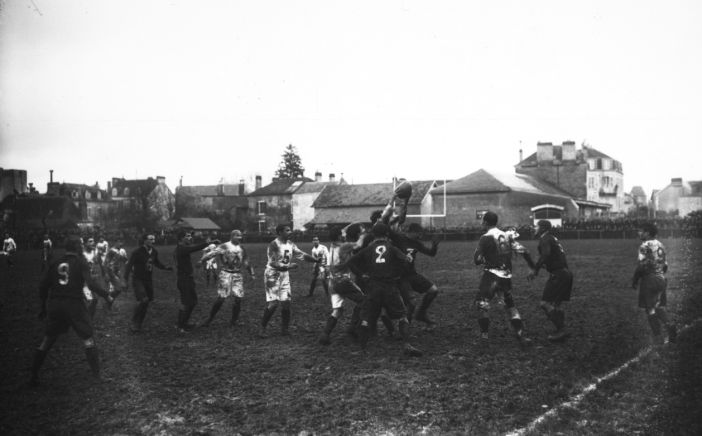
Match Sud contre Probables.